# دی‌بوتیل اتر
دی‌بوتیل اتر (به انگلیسی: Dibutyl ether) یک ترکیب شیمیایی است. شکل ظاهری این ترکیب، بی‌رنگ است.